# Barbus somereni
Barbus somereni es una especie de peces de la familia de los Cyprinidae en el orden de los Cypriniformes.

## Morfología
Los machos pueden alcanzar los 40 cm de longitud total.

## Distribución geográfica
Se encuentran en África. 